# 迪斯伯里大教堂

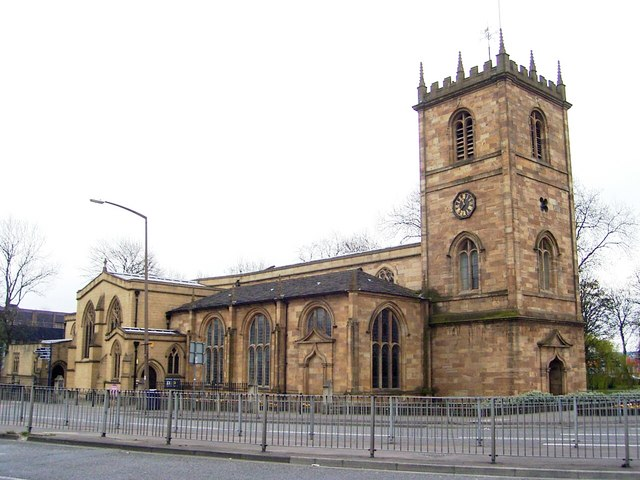
迪斯伯里大教堂

迪斯伯里大教堂（英語：Dewsbury Minster），又稱諸聖教堂（英語：All Saints Church），是英國西約克郡城市迪斯伯里的一座英國聖公會的教區教堂。該教堂的歷史開始於13世紀，並在1895年進行了重建。1994年，該教堂被列入II*級登錄建築。

## 外部連結
- Dewsbury Team Parish site （页面存档备份，存于）